# Mercè Tomàs i Salvany
Mercè Tomàs-Salvany i Claramunt, també coneguda com a Mercè Tomàs, va ser una pintora catalana activa a principis del segle XX i germana de la també pintora Consol Tomàs i Salvany.

## Biografia

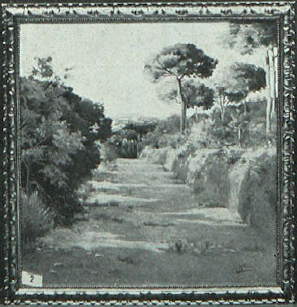
Camí del bosc, 1910

El seu pare era Tomàs Tomàs i Salvany nascut a Valls i la seva mare Magdalena Claramunt i Escoda natural d'Igualada. Neboda de l'escriptor Joan Tomàs i Salvany i del polític Josep Tomàs i Salvany. La família vivía a Vallcarca i els Penitents al carrer Nostra Senyora del Coll, 30 torre.
De la poca informació que es té de Mercè Tomàs es desprèn que la seva activitat es va desenvolupar a la ciutat de Barcelona durant les primeres dècades del segle xx. Igualment, es pot observar que la seva trajectòria artística va estar estretament lligada a la de la seva germana, com ho demostra el fet que en les poques notícies que se n'han trobat apareixen exposant conjuntament.
Les dues van aprendre de la mà dels pintors Joan Baixas, que oferia classes d'art només per a dones, i Arcadi Mas i Fondevila, amb qui van perfeccionar la tècnica artística. Consten per primer cop formant part de la primera edició de les exposicions femenines que va organitzar la Sala Parés de Barcelona entre 1896 i 1900, on la premsa va lloar «sus vibrantes escenarios a pleno sol». També estan entre els participants de l'exposició de pintura i dibuix que va presentar l'Acadèmia Baixas de Barcelona a finals de 1904.
D'altra banda, segons l'article que la revista La Actualidad que els va dedicar l'abril de 1910, probablement en aquelles dates van exposar individualment per primer cop a la Sala Parés, exhibint una quarantena de pintures de flors, paisatges, jardins barcelonins i algunes figures. La crítica del moment va lloar-ne les qualitats que habitualment es destacaven d'una pintora («elegancia, delicadeza») però va deixar palesa una sòlida formació artística i una certa personalitat estilística. L'article també reproduïa quatre de les obres exposades, una de les quals, titulades Camí del bosc s'identifica com a obra de Mercè Tomàs. La revista Feminal també els va dedicar un article monogràfic en el qual feia un judici més neutral, ressaltant la seva gran destresa en els estudis del natural i la seva independència creativa respecte als pintors de paisatge contemporanis. Per la seva banda, la crítica de La Vanguardia va ressaltar dos olis de la pintora, Camí del bosc i Al març. En paral·lel, en aquell mateix moment van expoar en altres espais de la galeria els escultors Eusebi Arnau i Gerard Benlliure.
L'abril de 1912, a la mateixa Sala Parés, les dues germanes van exposar de nou en solitari dinou obres de temàtica diversa, de les quals la premsa va elogiar altre cop el seu bon ofici i un bon tractament de la llum i del color. Van repetir l'any 1916 i se’n van fer ressò les revistes Mundo Gráfico de Madrid i Feminal, que va publicar una fotografia de les dues germanes a la sala d'exposicions i d'una obra titulada Interior.
L'any 1917, la revista Feminal de nou els dedicava un article, escrit per Joaquim Ciervo i amb fotografies de Francesc Serra, en què les pintores es veien pintant a l'aire lliure, i les assenyalava com a pintores de paisatge. Les posava com a exemple de pintores amb una formació sòlida i de les obres de Mercè en destacava la lluminositat.